# Fuga disociativa
El  estado de fuga, también llamado fuga disociativa o fuga psicógena, es un tipo de amnesia espontánea y reversible de la propia identidad, en conjunto con un viaje inesperado o deambular sin memoria total o parcial de su vida anterior (amnesia retrógrada). Esto puede dar lugar a la creación de una nueva identidad y la incapacidad de recordar información personal anterior previo a la fuga. Se considera un trastorno disociativo, también ha sido clasificado anteriormente como un trastorno de conversión y de síntomas somáticos. Actualmente, es un aspecto de la amnesia disociativa y ya no un diagnóstico separado.
Es importante anotar si el episodio de fuga es aislado o se le atribuye a otra condición, como el consumo de sustancias, el trastorno de estrés postraumático, trastorno de identidad disociativo, o trastornos neurológicos como la demencia. Los episodios de fugas pueden ser precipitados por eventos traumáticos agudos o crónicos, sin embargo, las fugas "puras" —que no se atribuyen a otra condición como estrés postraumático o trastornos disociativos — son muy poco comunes.

## Definición
La clásica definición de fuga involucra un viaje voluntario. La fuga que es disociada se hace evidente cuando se regresa del episodio, pues no es fácil recordar cómo y por qué se llegó a ese lugar (su auto, una playa, una tienda, un parque, otra ciudad).
La fuga disociativa tiene tres cualidades:
1. Huida "física y psicológica" con amnesia.
2. Amnesia del episodio al salir del estado de fuga.
3. Aparente normalidad durante el estado de fuga.

La amnesia principal que caracteriza a la fuga es la amnesia disociativa retrógrada, es decir, incapacidad de recordar lo que sucedió anterior al episodio. La amnesia anterógrada también puede ocurrir. Y a diferencia de la amnesia orgánica, la amnesia disociativa (también llamada psicógena o funcional) puede disminuir hasta recuperar la memoria por completo, a veces espontáneamente.

## Causas
Se debe a posibles causas, entre las que destacan:
- El cumplimiento de deseos (por ejemplo, escapar del estrés y comenzar una nueva vida).
- Los sentimientos de rechazo o de separación.
- Un fuerte shock (accidentes de tráfico, abusos sexuales, acoso, etcétera)

En estos casos, el estado de fuga puede proteger a la persona del suicidio, o ayudarle a escapar de situaciones dolorosas o traumáticas.

## Diagnóstico
Ajeno al problema de la pérdida de memoria, surge el riesgo de que el paciente desaparezca en busca de una nueva vida. Este podrá incluso llegar a viajar al extranjero o comenzar un nuevo oficio con una nueva identidad.
A menudo la persona no tiene síntomas, o simplemente se encuentra ligeramente confusa. No obstante, si el estado de fuga llegase a su fin, volvería de repente a su estado inicial, recuperando la dolorosa sensación de la que intentaba huir.
En otras ocasiones, la persona recupera levemente la identidad inicial durante breves periodos de tiempo, dando lugar a sucesos de polarización, si la persona recuperara totalmente la identidad inicial, algunos de sus recuerdos quedarían bloqueados.